# فرودگاه تعمیراتی سیلور لیک فارست
فرودگاه تعمیراتی سیلور لیک فارست (به انگلیسی: Silver Lake Forest Service Strip) یک فرودگاه همگانی است که یک باند فرود شن و خاک دارد و طول باند آن ۹۱۴ متر است. این فرودگاه در کشور ایالات متحده آمریکا قرار دارد و در ارتفاع ۱۳۶۹ متری از سطح دریا واقع شده است.